# Taubenmarkt (Wasserburg)

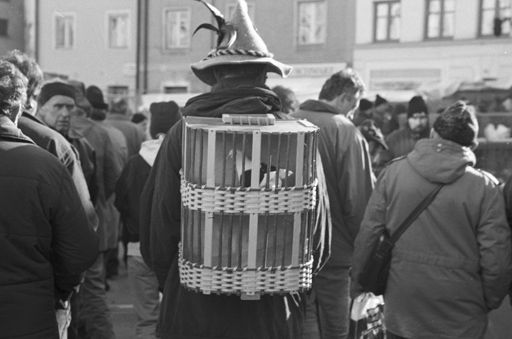
Käufer auf dem Wasserburger Taubenmarkt, 1997

Der Wasserburger Taubenmarkt findet einmal im Jahr im Februar in der Wasserburger Altstadt statt.

## Geschichte
Der Brauereibesitzer Simon Grein veranstaltete ab 1878 auf dem Betriebsgelände seiner Brauerei in der Ledererzeile einen Taubenmarkt. Der Markt fand immer am 3. Februar statt, dem Fest des Heiligen Blasius. Der „Blasitag“ war bis 1912 ein offizieller Kirchenfeiertag und markierte den Beginn des Bauernjahres. Grein initiierte die Veranstaltung vermutlich, um sein „Märzen-Bier“ ausschenken zu können. Im Lauf der Jahre entwickelte sich der Markt zum „größten Taubenmarkt der Welt“ und dehnte sich von dem Betriebsgelände auf die gesamte Wasserburger Altstadt aus. Bis zu 3000 Züchter und bis zu 20.000 Besucher aus ganz Europa trafen sich auf dem Markt, bei dem auch Hühner und Enten, Puten und Pfauen, Rebhühner, Fasane, Hasen, Meerschweinchen und Hamster gehandelt wurden. Die Verleihung eines „Weitpreises“ für den am weitesten angereisten Besucher wurde mehrfach an Händler aus Griechenland vergeben.
1995 gab es eine Umstellung vom 3. Februar auf den ersten Februar-Sonntag. Grund war eine Initiative der Wasserburger Geschäftsleute, die ihr Tagesgeschäft beeinträchtigt sahen. Auch der Greinerhof stand ab diesem Jahr nicht mehr zur Verfügung, da er von dessen neuem Besitzer abgerissen wurde.

## Neuere Entwicklungen
Das Deutsche Tierhilfswerk kritisierte 1998 in einer Petition an den Bayerischen Landtag die Praxis der Händler, den Markt in der Nacht aufzubauen. Durch die nächtlichen Temperaturen würde Dauerstress für kälteempfindliche exotische Tierarten verursacht. Zudem verursache das Anleuchten der Tiere mit Taschenlampen Nachtstress für die scheuen Vögel. Der Veranstalter, der Wasserburger Kleintierzüchterverein, entwickelte daraufhin mit Amtstierärzten ein neues Konzept, das eine schriftliche Anmeldung der Händler verlangt sowie den Handel bei Dunkelheit untersagt, und verlegte den Präsentationsort für kälteempfindliche Exoten in das Wasserburger Parkhaus in der Kellerstraße.
2006 musste der Markt aufgrund der Vogelgrippe abgesagt werden. Im Jahr darauf brachen die Teilnehmerzahlen um 40 Prozent ein, in den Folgejahren wurde ein kontinuierlicher Rückgang verzeichnet. Grund sind strengere Auflagen durch das Staatliche Veterinäramt Rosenheim, die nun Unbedenklichkeitsnachweise, z. B. in Form von Impfzeugnissen oder tierärztlichen Attesten, vorschreiben und kontrollieren. Die Teilnehmerzahlen sind seither kontinuierlich zurückgegangen.

## Galerie
Szenen des Wasserburger Taubenmarktes 1997:

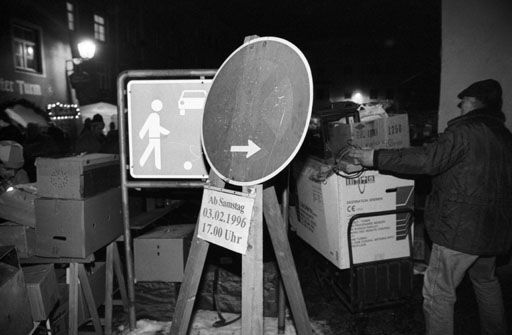
Anlieferung in der Nacht
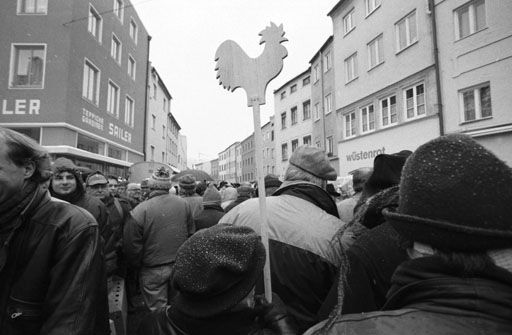
Dichtes Gedränge in der Altstadt
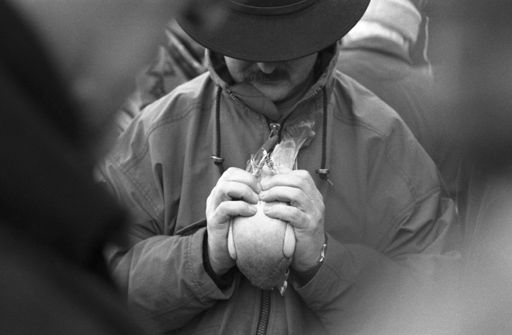
Prüfender Blick
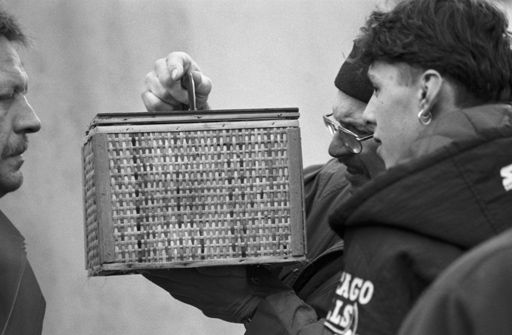
Transportkiste

Szenen des Marktes im Parkhaus außerhalb der Altstadt, 2019

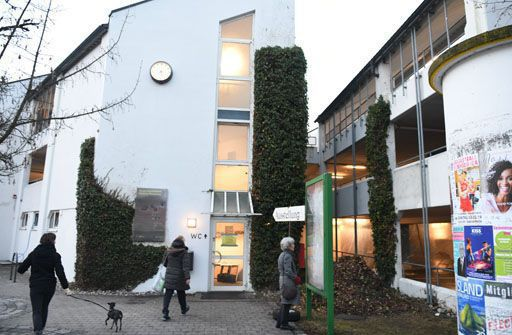
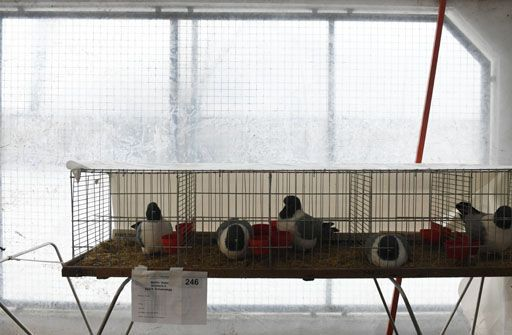
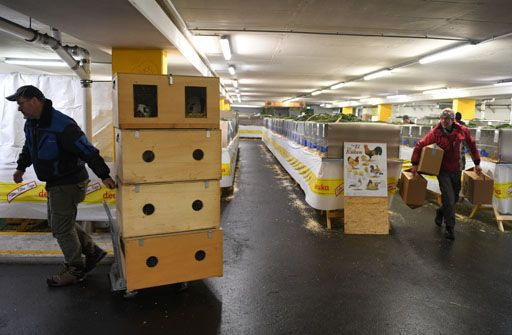
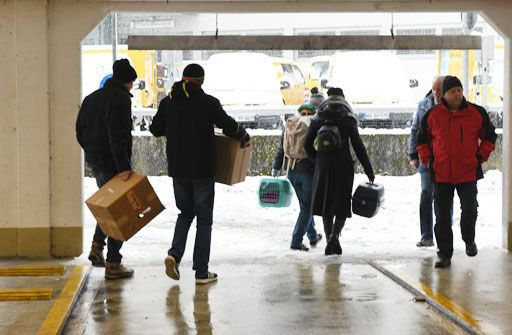